# Черкаски
Черкаски (болг. Черкаски) — село в Болгарии. Находится в Монтанской области, входит в общину Выршец. Население составляет 312 человек.
Село названо именем русского общественника и славянофила В. А. Черкасского

## Политическая ситуация
В местном кметстве Черкаски, в состав которого входит Черкаски, должность кмета (старосты) исполняет Иван Александров Павлов (коалиция в составе 2 партий: Союз свободной демократии (ССД), Либералная правая оалиция "Выршец-Европейски1 город",СДС) по результатам выборов правления кметства.
Кмет (мэр) общины Выршец — Боряна Тодорова Бончева-Лечева (коалиция в составе 3 партий: Болгарская социал-демократия (БСД), Земледельческий народный союз (ЗНС), Демократическая партия (ДП)) по результатам выборов в правление общины.